# Cervellato
Il cervellato è uno strumento musicale aerofono rinascimentale ad ancia doppia. Più conosciuto con il nome racket (o rackett, o rancket), termine usato in inglese e in tedesco, questo strumento ha avuto larga diffusione soprattutto nell'Europa centrale.
Etimologicamente, come attestato nell'opera  L'Harmonie universelle (1636) di Marin Mersenne, cervellato deriva dal francese cervelas, termine a sua volta ripreso dall'italiano per indicare un tipo di salsiccia già diffusa nel XVI secolo (in tedesco è attestato anche il nome Wurstfagott, "fagotto a salsiccia").
Esiste anche un particolare registro d'organo nato per imitarne il suono.

## Origini
L'inventore del cervellato è sconosciuto. Tuttavia, la prima menzione storica di questo strumento si trova in alcune fonti tedesche, come gli inventari di Württemberg del 1576 (chiamato raggett) e l'inventario di Graz del 1590 (elencato come rogetten).
Alcuni dipinti della banda municipale di Monaco di Baviera ed un armadio scolpito di Christof Angermair ritraggono un cervellato insieme ad altri strumenti musicali dell'epoca.

## Struttura

### Epoca rinascimentale

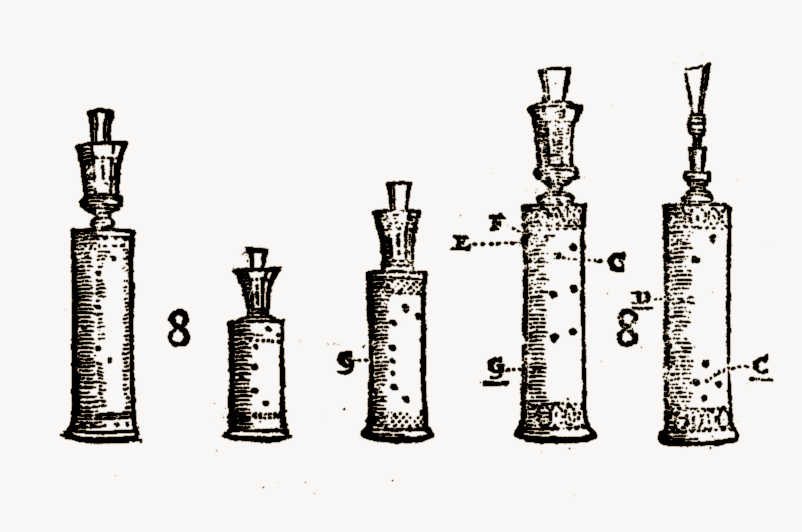
Cervellati tardo-rinascimentali, dal Syntagma musicum di Michael Praetorius (1620).

Esistono diverse taglie di cervellato, da quella di soprano fino a quella di basso, che suonano un'ottava sotto rispetto alla voce umana corrispondente (in linguaggio organologico: suonano nel registro di 16'). Il corpo dello strumento è costituito da un cilindro in legno massiccio in cui sono praticati, verticalmente, nove fori cilindrici paralleli (uno centrale e gli altri disposti a corona). Questi fori sono collegati fra loro alternativamente in alto e in basso, in modo da formare un unico tubo ripiegato nove volte (lo schema è analogo a quello del fagotto, in cui però i tubi paralleli che costituiscono il canneggio sono solo due). In tal modo lo strumento risulta di dimensioni assai contenute, nonostante la non piccola estensione. A causa della forma particolare del canneggio, la disposizione dei fori di diteggiatura risulta piuttosto inusuale: le mani dell'esecutore sono poste sullo strumento alla stessa altezza.
Il cervellato tardo-rinascimentale è descritto nel trattato Syntagma musicum di Michael Praetorius; di questo sono sopravvissuti solo tre esemplari, due conservati a Vienna e uno a Lipsia. L'ancia è innestata sul corpo dello strumento in corrispondenza del foro centrale ed è inserita in un'elaborata pirouette che permette all'esecutore di controllarla con le labbra (mentre negli strumenti ad ancia più antichi, come le bombarde, in cui la pirouette è un semplice disco di legno su cui l'esecutore appoggia le labbra, queste non entrano a contatto con l'ancia). Il canneggio termina con una mera serie di tre o quattro fori laterali.

### Epoca barocca

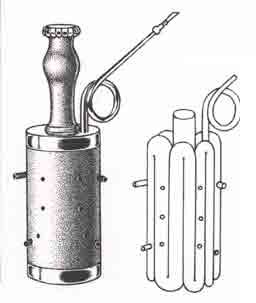
Struttura interna di un cervellato barocco.

Il cervellato barocco, progettato dal noto costruttore di Norimberga Johann Christoph Denner (1655–1707), ha caratteristiche costruttive diverse. Il canneggio è realizzato unendo fra loro dieci fori paralleli di diametro crescente (che creano quindi un canneggio dalla forma approssimativamente conica). L'ancia è posta su una ritorta di ottone connessa ad uno dei fori laterali; il foro centrale è invece quello terminale del canneggio, e si prolunga in una sorta di trombino posto superiormente allo strumento. Per quanto riguarda i fori di diteggiatura, i quattro corrispondenti agli indici ed ai mignoli portano altrettante estensioni tubolari in ottone connesse a uno dei fori laterali, che permettono all'esecutore di tapparli con le falangi medie anziché con quelle distali.
Come in tutti gli strumenti con canneggio stretto e tubo ripiegato, anche all'interno del cervellato si forma, per via dell'umidità del fiato, una condensa che costituisce un problema per il suono: le gocce d'acqua, infatti, interferiscono con la vibrazione dell'aria e possono facilmente giungere a ostruire del tutto il canneggio. Per questa ragione nel cervellato barocco fu introdotta la ritorta in ottone: l'umidità del fiato si condensa prevalentemente nella spira della ritorta, che può essere facilmente smontata e liberata dall'acqua durante le pause. Il cervellato barocco è uno strumento molto versatile con una vasta gamma di note e di toni. Con una buona ancia, infatti, ha una gamma cromatica simile a quella del fagotto barocco, e, grazie alla sua versatilità, può eseguire qualsiasi repertorio basso, sia pure con una limitata intensità sonora.

## Suono
Michael Praetorius afferma che: «Nel suono, i cervellati sono abbastanza sommessi, quasi come soffiare attraverso un pettine. Non hanno alcuna grazia particolare quando suonano in tanti. Tuttavia, quando le viole da gamba suonano con loro, o quando suona un singolo cervellato con altri strumenti a fiato, o a corda, o con un clavicembalo, ed è in mano ad un buon musicista, è davvero uno strumento bellissimo. Particolarmente piacevoli le sue taglie più gravi».